# Elisabeth Wärnfeldt
Elisabeth Greta Wärnfeldt, tidigare Siv Elisabeth Margaretha Wärnfeldt,  född 17 november 1956 i Stockholm, är en svensk författare och librettist och tidigare operasångerska.

## Utbildning och karriär
Wärnfeldt blev fil. kand. vid Stockholms universitet i musik-, konst- och teatervetenskap 1979; där skrev hon en seminarieuppsats om tonsättaren Torbjörn Iwan Lundquist. År 2012 blev hon fil. mag. vid Åbo Akademi.
Huvudsaklig utbildning i sång fick hon vid Musikhögskolan i Wien, Österrike. Hennes sångpedagog var under många år hovsångerskan Birgit Nilsson och 1986 tilldelades hon Birgit Nilsson-stipendiet och samma år Bayreuthstipendiet.
Hon gjorde sin operadebut i rollen som Halka vid den Schlesiska Operan i Polen 1989. Wärnfeldt har därefter bland annat sjungit rollen Donna Anna i Mozarts Don Giovanni på Södra Teatern i regi av Johannes Schaaf. Andra roller hon har gjort är Anna Bolena i Donizettis Anna Bolena, Contessa i Mozarts Figaros bröllop, Rosalinda i Läderlappen av Johann Strauss d.y., Leonore i Verdis Il Trovatore, med flera.
Elisabeth är sedan 2011 medlem i Sveriges Författarförbund.
Elisabeth Wärnfeldt är bosatt i Bromma.

## Priser och utmärkelser
- 1986 – Birgit Nilsson-stipendiet
- 1986 – Bayreuthstipendiet
- 1987 – Staden Mantuas hedersmedalj
- 1997 – Stockholms läns landstings kulturpris

## Texter och libretti skrivna av Elisabeth Wärnfeldt
- Emily en scenisk novell av Elisabeth Wärnfeldt baserad på dikter av Emily Dickinson. Musik av Kai Nieminen (Fennica Gehrman) [2][3]
- Symfoni nr 231, About Völvan...  med musik av Leif Segerstam (Music Finland)[4]
- She, med musik av Leif Segerstam (Music Finland)
- Vägkarta, med musik av Leif Segerstam (Music Finland)
- Völvan, med musik av Leif Segerstam (Music Finland)
- Symfoni nr 232, med musik av Leif Segerstam (Music Finland)
- Symfoni nr 233, med musik av Leif Segerstam (Music Finland)
- Symfoni nr 234, med musik av Leif Segerstam (Music Finland)
- Symfoni nr 241, med musik av Leif Segerstam (Music Finland)
- Symfoni nr 242, med musik av Leif Segerstam (Music Finland)
- Symfoni nr 246, med musik av Leif Segerstam (Music Finland)
- Requiem, Per-Olof Gillblad in memoriam med musik av Leif Segerstam (Music Finland)
- Kyrksång, Ave Maria, dikt med musik av Eva-Karin Remback

## Böcker
- 1985 – Solvarv (Dalaförlaget)
- 1997 – Anna och Herr Gud (Verbum)
- 2010 – Völvic scars (egen utgivning)
- 2012 – Red (Verlag Letter P)

## Akademiska publikationer
- 1977 – Anteckningar om en tonsättare (Kandidatuppsats, Stockholms Universitet)
- 2012 – Leif Segerstam, en studie av en "tonväljares" kompositionsform (Mastersarbete, Åbo Akademi)

## Musik skriven för, tillägnad och uruppförd av Elisabeth Wärnfeldt
- Torbjörn Iwan Lundquist: Siebenmal Rilke, sånger för sopran och piano eller orkester (STIM)
- Torbjörn Iwan Lundquist: A New Gospel till text av Dag Hammarskjöld och Lev Tolstoj
- Jan Wallgren: Boye, sånger till text av Karin Boye
- Boel Dirke: Damen det brinner, en jazzopera till text av Bodil Malmsten
- Hans Ove Olsson: Petrarca, sonett för sång och piano till text av Petrarca
- Olov Olofsson: 700 Days, ett sceniskt oratorium till text av Maria Jacobs (STIM)
- Monica Dominique: Herr Gud det är Anna, rollen som Morsan
- Josef Stolz: Kind und Tod till text av Hugo Ball
- Ulf Johansson: Lobeshymnus till text av Rainer Maria Rilke
- Lars Jergen Olson: Vägmärken till text av Dag Hammarskjöld
- Lars Jergen Olson: Fem kärlekssånger till text av Maria Wine
- Lars Jergen Olson: Sex sånger till text av Runeberg
- Lars Jergen Olson: Requiem, ännu ej uruppfört men inspelat
- Stefan Säfsten: Tre nya sånger till text av Dag Hammarskjöld och Nelson Mandela
- Rollen som Witwe Bolte i Alexander Blechingers Max och Moritz till text av Wilhelm Busch i Opernfestival St Margarethen uruppfördes 17 juni 2008[5]

## Diskografi
- 2000 – Monica Dominique: Herr Gud, det är Anna
- 2005 – Reflection, sånger av Lars Jergen Olson[6]
- 2006 – Homage to Birgit Nilsson, operaalbum med Moravian Filharmoniska Orkester under ledning av Peter Schmelzer
- 2007 – Lights in Wintertime, julsånger med Högalidkyrkans Ungdomskör under ledning av Anna Lena Engström
- 2008 – Songs of Love, romanser till ackompanjemang av pianisten Stefan Nymark med bl.a. Franz Liszts Petrarcasonetter
- 2008 – Felix Mendelssohn: Hear My Prayer med Kinna kyrkokör under ledning av Hans Åke Månsson
- 2008 – Alexander Blechinger: Max und Moritz